# Salina (Kansas)
Salina es una ciudad ubicada en el condado de Saline en el estado estadounidense de Kansas. En el año 2010 tenía una población de 47 707 habs. y una densidad poblacional de 809 hab/km². Se encuentra a orillas del río Smoky Hill, un afluente del río Kansas, que a su vez es afluente del río Misuri.

## Geografía

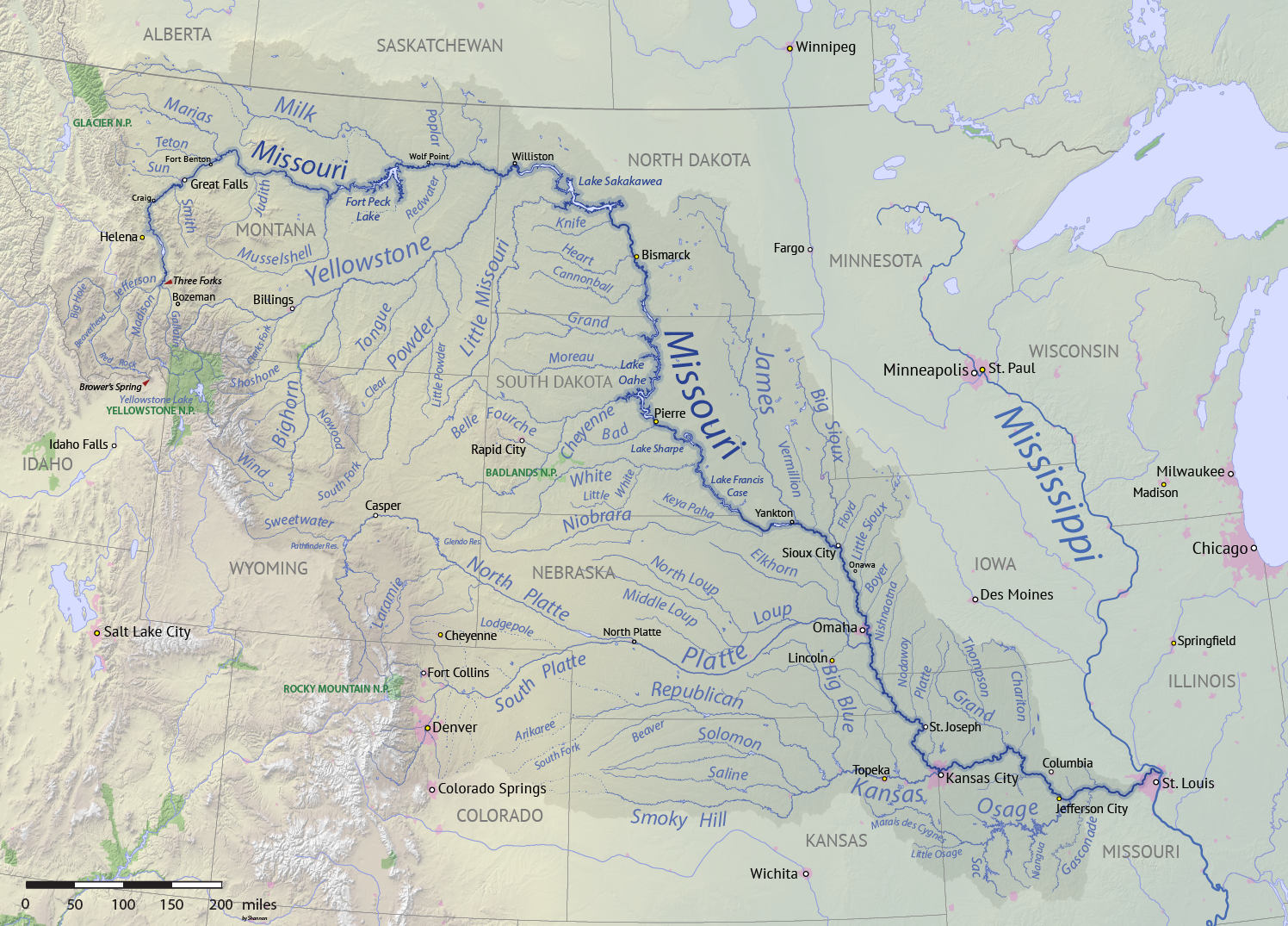
Mapa de la cuenca del río Misuri en el que aparece —abajo a la derecha— Salina

Salina se encuentra ubicada en las coordenadas 38°49′27″N 97°36′26″O / 38.82417, -97.60722 (38.824267, -97.607205).

## Demografía
Según la Oficina del Censo en 2000 los ingresos medios por hogar en la localidad eran de $36,066 y los ingresos medios por familia eran $45,433. Los hombres tenían unos ingresos medios de $31,250 frente a los $21,944 para las mujeres. La renta per cápita para la localidad era de $18,593. Alrededor del 9.6% de la población estaban por debajo del umbral de pobreza.